# Holocnemus pluchei
Holocnemus pluchei este o specie de păianjen araneomori din familia Pholcidae.

## Descriere
Lungimea corpului variază între 5–7 mm la adulți. În comparație cu alte specii de folcide, H. pluchei este un specimen relativ mare. Pe partea ventrală a corpului se află o dungă maronie. Carapacea prezintă o linie longitudinală de o nuanță mai închisă decât restul corpului .

## Reproducere
Ouăle sunt purtate de către femelă în chelicere. Femela țese o sferă cu diametrul de 5 cm, atașată de un suport, și o învăluie cu mătase în întregime. După eclozarea ouălor, femela părăsește sfera. Juvenilii rămân în pânza maternă până la prima năpârlire, apoi se răspândesc și construiesc propriile plase sau locuiesc o perioadă pe pânzele altor păianjeni .

## Ecologie
Păianjenii din acestă specie duc un mod de viață solitar sau în grupuri. Pânzele neregulate sunt țesute în peșteri, în interiorul locuințelor umane, pe construcții, pe arbuști. Se hrănește cu diverse insecte prinse în plasă . Nu este periculoasă pentru om.

## Răspândire
Holocnemus pluchei este o specie originară din zona mediteraneană, din care a pătruns în Europa Centrală, SUA și America de Sud 